# Splendeuptychia mercedes
Splendeuptychia mercedes é uma espécie de borboleta. A presenta asas listradas estilo 'zebra'. Foi classificada por Blanca Huertas, que começou a investigação desta espécie em 2005 a partir de um inseto que estava no Museu de História Natural da Inglaterra desde 1903.